# Platysma
Het platysma of huidspier van de hals is een grote oppervlakkige spier in het halsgebied. Als oorsprong heeft het platysma, de basis mandibulae en de fascia parotidica met als aanhechtingsplaatsen de huid onder het sleutelbeen en de fascia pectoralis. Het platysma verzorgt mede de mimiek (trekt mondhoeken naar beneden) en geeft vorm aan de hals. Deze spier wordt geïnnerveerd door de nervus facialis.